# وکانژین
وکانژین (به انگلیسی: Voacangine) یک ترکیب شیمیایی با شناسه پاب‌کم ۳۶۳۲۷۰ است.